# مجتذرات
مجتذرات (الاسم العلمي: Bradyrhizobiaceae) هي فصيلة من البكتيريا، سلبية الغرام، تتبع رتبة المستجذريات.